# Guerra de Castes
Es coneix com a Guerra de Castes de Yucatán o ba'atabil kichkelem Yúum (1847–1901) el conflicte iniciat el mes de juliol de 1847 que enfrontà els nadius maies del sud i orient de Yucatán  contra les poblacions hispàniques (criolls i mestissos), que es trobava establerta en la part occidental de la Península de Yucatán, anomenades yucatecos. Aquests últims havien tingut el control polític i econòmic de la regió després de la colonització espanyola de Yucatán i la submissió del poble maia a finals del segle XVI. Va ser una de les revoltes natives americanes modernes amb més èxit. Es va produir una llarga guerra entre les forces iucateques amb seu al nord-oest del Yucatán i els maies independents al sud-est.